# Sphaerocera kovacsi
Sphaerocera kovacsi är en tvåvingeart som först beskrevs av Papp 1978.  Sphaerocera kovacsi ingår i släktet Sphaerocera och familjen hoppflugor.
Artens utbredningsområde är Etiopien. Inga underarter finns listade i Catalogue of Life.